# Georges d'Harcourt-Olonde
Pour les autres membres de la famille, voir Maison d'Harcourt.
Georges-Trevor-Douglas-Bernard d'Harcourt, né le 4 novembre 1808 à Brighton, Angleterre et mort le 30 novembre 1883, marquis d'Harcourt, pair de France sous la Monarchie de Juillet, est ambassadeur de France à Londres de 1875 à 1879.

## Biographie
D'illustre ascendance anglo-normande, il est un fils cadet d'Amédée-Louis-André-Marie-Charles-François (1771-1831), marquis d'Harcourt, et de son épouse la marquise Elizabeth Harcourt de Pendley (1771-1846).
Son frère aîné, William, marquis d'Harcourt, épouse en 1837 Elizabeth Georgiana Cavendish. Sa sœur Marie-Augusta épouse Charles de La Croix, duc de Castries, en 1833.
Il hérite du titre familial de marquis d'Harcourt à la mort de son frère aîné William en 1847.
Il est appelé à siéger à la chambre des pairs à titre héréditaire le 9 mars 1842, en remplacement de son grand-père Charles-Louis-Hector, marquis d'Harcourt (1743-1820), son père et son frère aîné n’ayant jamais siégé étant résidant en Angleterre.
De 1873 à 1875, il est ambassadeur de France à Vienne , puis, de 1875 à 1878, ambassadeur à Londres.

## Distinctions
- Officier de la Légion d'honneur (9 janvier 1877)[2]

## Mariage et descendance
Georges d'Harcourt épouse le 5 août 1841, Jeanne Paule de Beaupoil de Sainte Aulaire (1817-1893), fille de Louis Clair de Beaupoil, comte de Sainte Aulaire, ambassadeur de France, de Louise Charlotte Victoire de Grimoard de Beauvoir du Roure. De ce mariage, sont issus sept enfants :
- Bernard d'Harcourt  (Bernard-Pierre-Louis) (1842-1914), marquis d'Harcourt, député du Loiret marié en 1871 avec Marguerite Marie Armande de Gontaut-Biron (1850-1953), dont postérité ;
- Emmanuel d'Harcourt (1844-1928), vicomte d'Harcourt, secrétaire général de la présidence de la République de 1873 à 1877 , marié en 1887 avec Iphigénie, baronne Sina (1846-1914), sans postérité ;
- Victor-Amédée-Constant  d'Harcourt (1848-1935), colonel du 168e régiment d'infanterie marié en 1881 avec Gabrielle de Laguiche (1856-1947) ;
- Louis-Marie-Georges d'Harcourt (1856-1946), chef d'escadron dans l'ABC marié en 1886 avec Marie Juliette Louise Lanjuinais (1865-1949) ;
- Pauline d'Harcourt-Olonde (1846-1922), comtesse d'Haussonville ;
- Aline d'Harcourt-Olonde (1852-1943), célibataire ;
- Catherine d'Harcourt-Olonde (1859-1944), comtesse de Puymaigre.

## Pour approfondir

### Sources
- Georges Martin, Histoire et Généalogie de la Maison d'Harcourt, 3° éd., 2013 , tome 1, p. 182-194.
- « Georges d'Harcourt-Olonde », dans Adolphe Robert et Gaston Cougny, Dictionnaire des parlementaires français, Edgar Bourloton, 1889-1891 [détail de l’édition]
- Dictionnaire de biographie française, 1989